# Provincia di Samar Orientale
Samar Orientale è una provincia delle Filippine nella regione di Visayas Orientale. Il suo capoluogo è Borongan.

## Storia
Con il Republic Act No. 4221 del 19 giugno 1965 l'isola di Samar venne divisa in 3 province: Samar Settentrionale, Samar Orientale e Samar Occidentale (oggi Samar).
È definita la "porta orientale delle Filippine", essendo storicamente il luogo del primo approdo di Ferdinando Magellano, nell'isola di Homonhon, nel 1521. Ma è anche il luogo nel quale nel 1944, esattamente nell'isola di Guiuan, sbarcarono i primi soldati americani, tre giorni prima dello storico arrivo del Generale MacArthur a Leyte.

## Geografia fisica
Samar Orientale occupa tutta la parte orientale dell'isola di Samar, ad eccezione del pezzo più settentrionale, appartenente a Northern Samar, mentre la parte occidentale è occupata dalla provincia di Samar dalla quale è divisa da un confine che attraversa tutto l'interno dell'isola con direzione nord-sud. La costa orientale è affacciata sul Mare delle Filippine (Oceano Pacifico) mentre la parte meridionale, ad est dell'isola di Guiuan, fa parte del golfo di Leyte.

## Geografia antropica

### Suddivisioni amministrative
Samar Orientale è divisa in 23 municipalità:

#### Municipalità
| - Arteche - Balangiga - Balangkayan - Borongan - Can-avid - Dolores - General MacArthur - Giporlos - Guiuan - Hernani - Jipapad - Lawaan | - Llorente - Maslog - Maydolong - Mercedes - Oras - Quinapondan - Salcedo - San Julian - San Policarpo - Sulat - Taft |